# 13579 Аллодд
13579 Аллодд (1993 NA2, 1994 WB4, 13579 Allodd) — астероїд головного поясу, відкритий 12 липня 1993 року.
Тіссеранів параметр щодо Юпітера — 3,356.
Назва походить від англійського all odd - «всі непарні», оскільки номер астероїда складається з усіх непарних цифр за зростанням.